# 2000 PF30
2000 PF30, também escrito como 2000 PF30, é um corpo menor que está localizado no disco disperso, uma região do Sistema Solar. Este corpo celeste é classificado como um fourtino, pois, o mesmo está em uma ressonância orbital de 1:4 com o planeta Netuno, ou seja, ele gira em torno do Sol uma vez a cada quatro órbitas de Netuno. Ele possui uma magnitude absoluta de 7,9 e, tem um diâmetro estimado com cerca de 116 quilômetros.

## Descobert.a
2000 PF30 foi descoberto no dia 05 de agosto de 2000 pelo astrônomo M. J. Holman.

## Órbita
A órbita de 2000 PF30 tem uma excentricidade de 0.501 e possui um semieixo maior de 75.989 UA. O seu periélio leva o mesmo a uma distância de 37.919 UA em relação ao Sol e seu afélio a 114.058.